# Liloy
Liloy is een gemeente in de Filipijnse provincie Zamboanga del Norte op het eiland Mindanao. Bij de laatste census in 2007 had de gemeente bijna 37 duizend inwoners.

## Geografie

### Bestuurlijke indeling
Liloy is onderverdeeld in de volgende 13 barangays:
| - Banigan - Baybay - Cabangcalan - Canaan - Candelaria - Causwagan - Communal - Compra - Dela Paz - El Paraiso - Fatima - Ganase - Goaw | - Goin - Kayok - La Libertad - Lamao - Mabuhay - Maigang - Malila - Mauswagon - New Bethlehem - Overview - Panabang - Patawag | - Punta - San Francisco - San Isidro - San Miguel - San Roque - Santa Cruz - Santo Niño - Silucap - Tapican - Timan - Villa Calixto Sudiacal - Villa M. Tejero |

## Demografie
Liloy had bij de census van 2007 een inwoneraantal van 36.948 mensen. Dit zijn 3.246 mensen (9,6%) meer dan bij de vorige census van 2000. De gemiddelde jaarlijkse groei komt daarmee uit op 1,28%, hetgeen lager is dan het landelijk jaarlijks gemiddelde over deze periode (2,04%). Vergeleken met de census van 1995 is het aantal mensen met 4.531 (14,0%) toegenomen.

De bevolkingsdichtheid van Liloy was ten tijde van de laatste census, met 36.948 inwoners op 128,43 km², 287,7 mensen per km².